# Raimund Harmstorf
Raimund Harmstorf (Amburgo, 7 ottobre 1939 – Marktoberdorf, 3 maggio 1998) è stato un attore tedesco.

## Biografia
Raimund Harmstorf, figlio di un medico di Amburgo, fu protagonista dello sceneggiato Michele Strogoff, andato in onda in Italia nell'autunno del 1976.
Harmstorf recitò in diverse importanti serie televisive come L'ispettore Derrick, La clinica della Foresta Nera e Un caso per due, e in alcuni film a fianco dell'attore Bud Spencer (quasi sempre nel ruolo del "cattivo"). Avendo recitato molto per produzioni italiane, parlava piuttosto bene la lingua italiana.
L'esistenza di Harmstorf fu tormentata dalla sfortuna. L'attore soffrì per i postumi di gravi lesioni, riportate a seguito di numerosi incidenti, mentre il suo ristorante Il lupo dei mari, situato a Deidesheim, piccola cittadina della Renania-Palatinato, andò incontro alla bancarotta.
Negli ultimi anni della sua vita, l'attore fu affetto dalla malattia di Parkinson e fu costretto ad assumere pesanti dosi di farmaci che gli provocarono gravi disturbi, come ansia e deliri. Harmstorf dovette quindi essere ricoverato in un ospedale psichiatrico. Secondo la sua fidanzata, Harmstorf rimase molto turbato dalla pubblicità data alle sue condizioni di salute.
La notte del 3 maggio 1998 l'attore si suicidò, impiccandosi nella sua fattoria a Marktoberdorf.

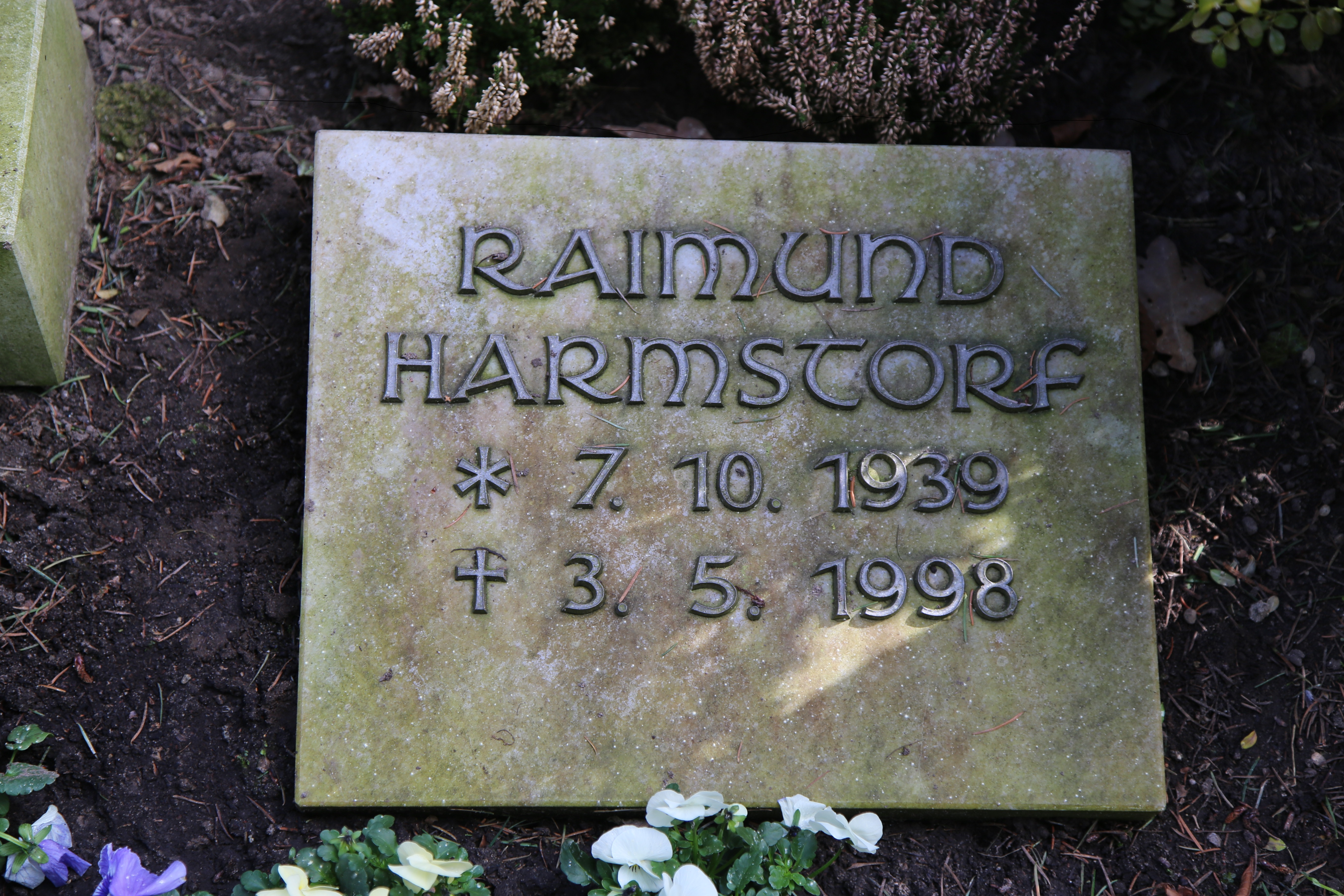
La lapide di Raimund Harmstorf

È stato sepolto nel Friedhof Hamburger Straße di Bad Oldesloe.

## Filmografia parziale

### Cinema
- La casa delle demi-vierges (Donnerwetter! Donnerwetter! Bonifatius Kiesewetter), regia di Helmut Weiss (1969)
- La più allegra storia del Decamerone (Siegfried und das sagenhafte Liebesleben der Nibelungen), regia di Adrian Hoven (1971)
- Der Seewolf, regia di Alecu Croitoru, Sergiu Nicolaescu e Wolfgang Staudte (1971)
- Violenza contro la violenza (Blutiger Freitag), regia di Rolf Olsen (1972)
- Il cacciatore solitario (Der Schrei der schwarzen Wölfe), regia di Harald Reinl (1972)
- Il richiamo della foresta (The Call of the Wild), regia di Ken Annakin (1972)
- Zanna Bianca, regia di Lucio Fulci (1973)
- Il ritorno di Zanna Bianca, regia di Lucio Fulci (1974)
- Un genio, due compari, un pollo, regia di Damiano Damiani (1975)
- California, regia di Michele Lupo (1977)
- Destinazione Roma (Mr. Mean), regia di Fred Williamson (1977)
- Quel maledetto treno blindato, regia di Enzo G. Castellari (1978)
- Lo chiamavano Bulldozer, regia di Michele Lupo (1978)
- Götz von Berlichingen mit der eisernen Hand, regia di Wolfgang Liebeneiner (1979)
- Uno sceriffo extraterrestre... poco extra e molto terrestre, regia di Michele Lupo (1979)
- L'Empreinte des géants, regia di Robert Enrico (1980)
- Warum die UFOs unseren Salat klauen, regia di Hans Jürgen Pohland (1980)
- S.A.S. à San Salvador, regia di Raoul Coutard (1982)
- Thunder, regia di Fabrizio De Angelis (1983)
- Cane arrabbiato, regia di Fabrizio De Angelis (1984)
- Das Wunder, regia di Eckhart Schmidt (1985)
- Geld oder Leber!, regia di Dieter Pröttel (1986)
- Thunder 2, regia di Fabrizio De Angelis (1987)
- Caffè Europa (Cafe Europa), regia di Franz Xaver Bogner (1990)
- The Viking Sagas, regia di Michael Chapman (1995)
- Royal Destiny, regia di Wing-Chan Leung e Michaela Payer (1995)
- Agguato tra i ghiacci (The Wolves), regia di Steve Carver (1996)
- Blutrausch, regia di Thomas Roth (1997)

### Televisione
- Don Juan, regia di Robert Freitag – film TV (1965)
- Leutnant Nant, regia di Gert Westphal – film TV (1965)
- Die Chefin, regia di Helmut Weiss – film TV (1966)
- Der Fall Wera Sassulitsch, regia di Wolfgang Schleif – film TV (1968)
- Babeck, regia di Wolfgang Becker – miniserie TV (1968)
- Detektiv Quarles, regia di Hans Quest – miniserie TV (1968)
- Die Revolte, regia di Reinhard Hauff – film TV (1969)
- Scheibenschießen, regia di Wolfgang Lesowsky – film TV (1970)
- Aktenzeichen XY... ungelöst! – serie TV, episodio 1x24 (1970)
- Die Sprachlosen, regia di Rainer Wolffhardt – film TV (1970)
- Finder, bitte melden, regia di Hermann Lanske – film TV (1970)
- Die Kriminalnovelle, regia di Wolfgang Staudte – miniserie TV (1970)
- Tournee – serie TV, episodio 1x06 (1971)
- L'avventuriero dei sette mari (Der Seewolf), regia di Wolfgang Staudte, Alecu Croitoru e Sergiu Nicolaescu – miniserie TV (1971)
- Semesterferien – serie TV, 12 episodi (1972)
- 3. November 1973, regia di Herbert Fuchs – film TV (1973)
- Ehrenhäuptling der Watubas, regia di Rolf Olsen – film TV (1974)
- Die Fälle des Herrn Konstantin – serie TV, episodi 1x13-1x14 (1974)
- Der Kommissar – serie TV, episodio 6x11 (1974)
- Winnetou I, regia di Udo Langhoff e Harry Walther – film TV (1976)
- Winnetou II, regia di Udo Langhoff e Harry Walther – film TV (1976)
- Le jeune homme et le lion, regia di Jean Delannoy – film TV (1976)
- Michele Strogoff, regia di Jean-Pierre Decourt – miniserie TV, 7 puntate (1975-1977)
- Mr. Carlis und seine abenteuerlichen Geschichten – serie TV, episodio 1x09 (1978)
- Old Firehand, regia di Harry Walther – film TV (1979)
- Il commissario Köster (Der Alte) – serie TV, episodi 6x06-7x02 (1982-1983)
- Tiefe Wasser – serie TV, episodio 1x02 (1983)
- Wunderland, regia di Bob Rooyens – film TV (1983)
- Der kleine Riese, regia di Imo Moszkowicz – film TV (1985)
- Losberg – serie TV (1986)
- L'ispettore Derrick – serie TV, episodi 2x05-6x06-14x02 (1975–1987)
- Tatort – serie TV, 1 episodio (1987)
- La clinica della Foresta Nera (Die Schwarzwaldklinik) – serie TV, 7 episodi (1987-1988)
- Big Man – serie TV, episodio 1x02 (1988)
- Wenn du mich fragst ... – serie TV, episodio 1x03 (1990)
- Un caso per due (Ein Fall für zwei) – serie TV, episodio 11x08 (1991)
- Alaska Kid – serie TV (1991)
- Himmel über Afrika (African Skies) – serie TV (1992-1994)
- Glückliche Reise – Kanada – serie TV (1993)
- Klinik unter Palmen (1995)
- Küstenwache – film pilota (1997)

## Doppiatori italiani
- Glauco Onorato in Un genio, due compari, un pollo; California, Michele Strogoff
- Renzo Palmer in Zanna Bianca, Il ritorno di Zanna Bianca
- Pino Locchi in Uno sceriffo extraterrestre... poco extra e molto terrestre
- Ferruccio Amendola in Lo chiamavano Bulldozer
- Alessandro Rossi in Thunder
- Elio Zamuto in  Cane arrabbiato
- Giorgio Favretto in Thunder 2